# كريستال هوانغ
كريستال هوانغ (بالإنجليزية: Crystal Huang)‏ هي لاعبة تنس الطاولة أمريكية، ولدت في 6 يوليو 1979 في تشانغشا في الصين.

## وصلات خارجية
- كريستال هوانغ على موقع منظمة تنس الطاولة العالمي (الإنجليزية)
- كريستال هوانغ على موقع اللجنة الأولمبية الدولية (الإنجليزية)
- كريستال هوانغ على موقع أوليمبيديا (الإنجليزية)
- كريستال هوانغ على موقع اللجنة الأولمبية والبارالمبية الأمريكية (الإنجليزية)